# سياسة الطفلين
سياسة الطفلين هي سياسة من الحكومة تسمح لكل عائلة بإنجاب طفلين كحد أقصى، أو بدفع الإعانات الحكومية لأول طفلين فقط. استُخدمت سياسة الطفلين سابقًا في العديد من البلدان بما في ذلك إيران وسنغافورة وفيتنام. شُجّع المواطنون بشدة في هونغ كونغ البريطانية في سبعينيات القرن العشرين على إنجاب طفلين كحد أقصى (على الرغم من أن القانون لم يفرض ذلك)، واستُخدم كجزء من استراتيجيات تنظيم الأسرة في المنطقة. أعيد تطبيقه في الصين منذ عام 2016 ليحل محل سياسة الطفل الواحد السابقة.

## شرق آسيا

### هونغ كونغ البريطانية
تأسست رابطة تحسين النسل في عام 1936 في هونغ كونغ البريطانية، والتي أصبحت جمعية تنظيم الأسرة في هونغ كونغ في عام 1950. تقدم المنظمة المشورة بشأن تنظيم الأسرة، والتربية الجنسية، وخدمات تحديد النسل لعامة الناس في هونغ كونغ. أُطلقت حملة «اثنان يكفي» بسبب الزيادة السكانية المتسارعة في سبعينيات القرن العشرين، والتي خفضت من المعدل العام للمواليد من خلال الوسائل التعليمية. أسست المنظمة الاتحاد الدولي لتنظيم الأسرة مع نظرائها في سبع دول أخرى.
يبلغ معدل الخصوبة الكلي في هونغ كونغ حاليا 1.04 طفل لكل امرأة، وهو واحد من أدنى المعدلات في العالم. لا تعكس حملة «اثنان يكفي» سياسة الحكومة الحالية في دعم الأسر، على الرغم من أنها حظيت بموافقة واسعة النطاق. يمكن المطالبة بمخصصات ضريبية تصل إلى 100.000 دولار في هونغ كونغ لكل طفل لما يصل إلى 9 أطفال. يمكن للآباء الذين وقعوا في ضائقة التقدم بطلب للحصول على مساعدة خاصة من الدولة. تعتبر فائدة مالية مرهونة بالدخل، ولا تقتصر على عدد معين من الأطفال أيضًا.

## جنوب آسيا

### الهند
أدخلت ولاية آسام في عام 2019 سياسة تنص على أن أولئك الذين لديهم أكثر من طفلين غير مؤهلين للوظائف الحكومية. تمتلك سبع ولايات- أندرا براديش وبيهار وغوجارات وماهاراشترا وأوديشا وراجستان وأوتاراخاند- قوانين تمنع الأزواج الذين لديهم أكثر من طفلين من خوض انتخابات الهيئات المحلية.

## جنوب شرق آسيا

### فيتنام
في يونيو 2025، وبسبب انخفاض معدل الخصوبة، ألغت الحكومة كل القيود على عدد الأبناء الذي يسمح للأسر بإنجابهم، بعدما كان العدد المسموح به طفلين فقط.

## غرب آسيا

### إيران
شجعت السلطات الإيرانية العائلات في إيران على عدم إنجاب أكثر من طفلين عند إجراء تنظيم الأسرة في إيران من أوائل تسعينيات القرن العشرين إلى أواخر عام 2006. أعلنت الحكومة الإيرانية «أن الإسلام يفضل العائلات التي لديها طفلين فقط»، كما قال أحد المؤرخين. أطلقت وزارة الصحة الإيرانية عندما بدأ برنامج تنظيم الأسرة، حملةً على مستوى البلاد وأدخلت موانع الحمل- الحبوب، والواقي الذكري، واللولب الرحمي، والزرعات، وعمليات ربط الأنابيب، وغير ذلك.
تغيرت سياسة الحكومة في السيطرة على السكان ابتداءً من عام 2006، عندما دعا أحمدي نجاد إلى عكس سياسة إيران الحالية المتمثلة في «من الكاف طفلان»، وصرح آية الله خامنئي في وقت لاحق من عام 2012 أيضًا بأن سياسة منع الحمل في إيران كانت منطقية قبل 20 عامًا، «لكن الاستمرارية في السنوات اللاحقة كانت خاطئة... تظهر الدراسات العلمية والخبراء أننا سنواجه شيخوخة السكان وانخفاضًا (في عدد السكان) إذا استمرت سياسة تحديد النسل».